# Tauber
Il Tauber è un fiume della Franconia (Baden-Württemberg e Baviera), in Germania. È un affluente di sinistra del Meno ed è lungo 132 km. Il nome deriva dalla parola celtica per acqua (confronta: Dover). 
Attraversa Rothenburg ob der Tauber, Creglingen, Weikersheim, Bad Mergentheim, Königshofen, Tauberbischofsheim e sfocia nel fiume Meno a Wertheim am Main. 
C'è un ponte medievale sul fiume vicino a Rothenburg ob der Tauber.